# 駿州江尻
「駿州江尻」（すんしゅうえじり）は、葛飾北斎の名所浮世絵揃物『冨嶽三十六景』全46図中の1図。落款は「前北斎為一笔」とある。

## 概要
本作品は現代の静岡県静岡市清水区に位置する東海道五十三次の宿場町、江尻宿の名が記されているが、交通の要衝であった面影は見られず、一面に葦が添えられた閑散とした風景が描かれている。路傍の祠から江尻宿西の姥ヶ池近辺を描いたものという説もあるが、実際の姥ヶ池には鳥居が設置されている点や、北斎自身が『北斎漫画』の中で下総関屋の里と全く別の地名を挙げて類似した風景画を記録している点などから創作された景色であるとも指摘されている。
作品の中には強烈な突風が主題として表現されており、風に耐える旅人や、菅笠を飛ばされてしまった男、何枚もの懐紙を飛ばされてしまった女などが幹までしなっている大きな樹とともに臨場感のある筆致で描かれており、その背後に微塵も動じない泰然とした富士山を配置して対比表現としている。
「神奈川沖浪裏」が形状を常に変化させる「波」を表現しているのに対し、本作品は形を伴わない「風」の表現に挑んだ作品のひとつとして評価されている。
静岡県富士市が再開発を行っているJR富士駅北口の公益施設では、プロポーザル方式で提案された本作品をモチーフとしたデザインが選定され、2028年度完成に向けて作業が推進されている。